# Dirección General de Comunicación, Diplomacia Pública y Redes
La Dirección General de Comunicación, Diplomacia Pública y Redes de España, históricamente conocida como Oficina de Información Diplomática (OID), es el órgano directivo del Ministerio de Asuntos Exteriores responsable de la estrategia de comunicación del Ministerio y ejerce la portavocía oficial del mismo.

## Historia
La Oficina de Información Diplomática (OID) nace con la ley de 31 de diciembre de 1945 que reestructura el Ministerio de Asuntos Exteriores con el objetivo de centralizar y coordinar todos los servicios de comunicación que estaban repartidos por los diferentes órganos del Ministerio, tanto nacionales como internacionales. Su titular se llamaba Jefe Técnico de la Oficina de Información Diplomática y actuaba como un asesor.
A partir de la reforma de la Oficina de 1958, al frente de esta se encontraba un director y un subdirector general, ambos miembros de la carrera diplomática. El jefe técnico pasaba ahora a ser un subordinado de éstos y pasaba a tener funciones de control y coordinación del personal. La Oficina no será elevada al rango de dirección general hasta 1960. Sin embargo, la reforma de 1968 rebajó su categoría a subdirección general.
La subdirección general de la Oficina de Información Diplomática se crea en abril de 1976 encargada de las relaciones con los medios informativos nacionales e internacionales. Asimismo, la estructura de la Oficina se completa con una Dirección de Organizaciones Técnicas para la coordinación técnica, la edición y la distribución, una Sección de Difusión Informativa para la recepción y redacción de información, para la documentación y traducciones y para el análisis informativo y la Dirección de Asuntos Generales. La Sección de Difusión Informativa desaparece en 1979.
Entre 1983 y 2004 únicamente contó con una subdirección general. A partir de este año, la Oficina pasó a denominarse Dirección General de Comunicación Exterior, compuesta por la subdirección general de Comunicación Exterior y la División de Organización Técnica. Recuperó su denominación original en 2012 con la misma estructura que la anterior dirección general.
Precisamente en 2012, las funciones de comunicación se reparten entre la OID y la nueva Dirección General de Medios y Diplomacia Pública, fusionándose ambos órganos en 2017 bajo la denominación de Dirección General de Comunicación e Información Diplomática, adquiriendo la actual estructura.
En 2020 se renombró como Dirección General de Comunicación, Diplomacia Pública y Redes y se adscribió a la Secretaría de Estado de la España Global. En 2021, tras la supresión de la mencionada Secretaría de Estado, pasó a depender directamente del Ministro.

## Funciones y estructura
La Dirección General ejerce sus funciones a través de tres órganos:
- La Subdirección General de la Oficina de Información Diplomática, que se encarga del ejercicio de la portavocía oficial del Ministerio de Asuntos Exteriores, Unión Europea y Cooperación y la coordinación y planificación estratégica de la comunicación del Ministerio y de todos sus órganos.
- La Subdirección General de Comunicación Estratégica, Diplomacia Pública y Redes, a la que le corresponde la propuesta y ejecución de la política exterior de España en materia de diplomacia pública, incluida la elaboración, coordinación y dirección de los planes y campañas oportunos, así como las competencias en materia de comunicación digital del Ministerio, con especial atención a la defensa y promoción de la imagen y reputación de España en ese ámbito.
- La División de Organización Técnica, a la que corresponde el ejercicio de las funciones de coordinación y redacción de informaciones, la producción y distribución informativa, y la realización de tareas de documentación y asesoramiento técnico.

## Titulares
- Luis María de Lojendio (1946-1958) (1)
- Adolfo Martín-Gamero y González-Posada (1960-1968) (2)
- Entre 1968 y 1973, la Oficina tuvo rango de subdirección general y su titular recibía el título de Jefe.
- José Vicente Torrente Secorum (1973-1976) (2)
- Rafael Márquez Cano (1976-1977) (2)
- Nicolás Revenga Domínguez (1977-1978) (2)
- Máximo Cajal López (1978-1979) (2)
- Antonio de Oyarzábal Marchesi (1979-1981) (2)
- Inocencio Félix Arias Llamas (1981-1983) (2)
- Fernando Schwartz Girón (1983-1985) (2)
- Inocencio Félix Arias Llamas (1985-1988) (2)
- Juan Bautista Leña Casas (1988-1993) (2)
- Jesús Atienza Serna  (1993-1996) (2)
- Inocencio Félix Arias Llamas (1996-1997) (2)
- Joaquín Antonio Pérez-Villanueva Tovar (1997-2000) (2)
- Alberto Aza Arias (2000-2002) (2)
- Juan María Alzina de Aguilar (2002-2004) (2)
- Carmen Fontes Muñoz (2004-2005) (3)
- Manuel Cacho Quesada (2005-2008) (3)
- Julio Albi de la Cuesta (2008-2010) (3)
- Dámaso de Lario Ramírez (agosto-octubre de 2010) (3)
- María Jesús García González (2010-2011) (3)
- Cecilia Yuste Rojas (2012-2016) (2)
- Ana María Rodríguez Pérez (2017-2018) (4)
- Amador Sánchez Rico (2018-2020) (4)[13]
- Mónica Prado Rodríguez (2020-2021) (5)
- Julio Pastor Bayón (2021-2024) (5)
- Antonio José Asencio Guillén (2024-presente) (5)[14]

(1) Jefe Técnico de la Oficina de Información Diplomática.

(2) Director general de la Oficina de Información Diplomática.

(3) Director general de Comunicación Exterior.

(4) Director general de Comunicación e Información Diplomática.

(5) Dirección General de Comunicación, Diplomacia Pública y Redes